# Герасимов, Николай Васильевич
Никола́й Васи́льевич Гера́симов  (3 декабря 1897, село Злобовка Саратовской губернии, Российская Империя — 8 октября 1980, Саратов, СССР) — советский врач-хирург.

## Биография
Николай Васильевич родился в селе Злобовка Саратовской губернии. После окончания реального училища, в 1917 году, поступил в Саратовский университет на медицинский факультет.
В 1919 году участвовал в борьбе с эпидемией сыпного тифа. В 1924 году, после окончания университета, начал работать в клинике госпитальной хирургии.
C 1939 года служил в Красной Армии, во время Финской войны работал начальником лечебно-эвакуационного отдела эвакопункта. Во время Великой Отечественной войны служил в войсках Первого и Второго Белорусских фронтов. Сначала в звании майора, а затем подполковника медицинской службы. В 1942 году он организовал сосудистое отделение в эвакуационном госпитале № 3932. С 1943 года работал старшим хирургом-инспектором распределительного эвакопункта № 110.
С 1945 года вернулся к работе в клинике госпитальной хирургии. В 1956-1968 годах — заведующий кафедрой общей хирургии Саратовского медицинского института (сейчас Саратовский государственный медицинский университет имени В. И. Разумовского). Общий трудовой стаж его составил 58 лет.
В 1967 году стал первым почётным гражданином города Саратова.

Мемориальная табличка на доме Н.В. Герасимова, Саратов

## Награды
- Орден Ленина
- Орден Трудового Красного Знамени
- Два ордена Красной Звезды

## Память
На доме, в котором он жил в городе Саратове, установлена мемориальная доска.